# 林文發
林文發（1920年—1998年10月30日），越南共和國軍事人物，最終軍銜陸軍中將。

## 生平
林文發1920年出生於芹苴。他是羅馬天主教徒。最初加入越南國軍，後加入越南共和國陸軍。1958年前往美國接受訓練。回國後，擔任義軍領袖，与越南南方民族解放陣線對抗。此後成為第二軍指揮官。
他忠於吳廷琰，而吳廷琰信任羅馬天主教的信仰者。1963年，吳廷琰得知有將領要發動政變，便任命林文發為第七步兵師，駐紮在首都西貢周圍。但叛亂者採取了拖延策略，在吳廷琰被殺之前，任命文書仍無法到達。雖然林文發忠於吳廷琰，他仍然繼續被任命為第七步兵師指揮官。
1964年1月阮慶發動政變後，林文發被任命為第三軍指揮官，並一度擔任內政部長直到1964年9月被解除職務為止。9月13日，他與楊文德發動反對阮慶的未遂政變。最初未通過戰鬥便佔領了首都，但阮慶逃脫了，後來在美國的支持下挫敗了政變。在接下來的軍事審判中，對其指控被放棄。1965年2月，他與范玉草聯手再度發起政變。陷入了僵局之後，他會見了空軍司令阮高祺，堅持要暗殺阮慶。此次會面結束後，政變失敗，但阮慶被迫在次日辭職。林文發與范玉草被迫躲藏，並被阮高祺的軍事法庭缺席判處死刑。范玉草神秘被殺，但林文發躲避了追捕，直到三年後投降。此時阮高祺的權力被另一位天主教徒阮文紹超越，阮文紹下令將他赦免。
1975年4月28日至30日，也就是西貢淪陷前夕，他擔任首都軍管區司令，負責西貢的防衛。他試圖加強防衛來增加談判籌碼。4月30日中午，在楊文明總統的命令下放下武器投降。此後被關入再教育營進行思想改造，直到1986年8月才獲得自由。此後他到達新加坡的難民營，並到達美國的維吉尼亞州。後定居於加利福尼亞州南部的聖塔安娜。